# Gari Uranga
Pour les articles homonymes, voir Uranga.
Garikoitz Uranga Luluaga, plus connu sous le nom de Gari Uranga (né le 21 juin 1980 à Tolosa, Guipuscoa) est un ancien footballeur espagnol. Ailier gauche de formation, il pouvait dépanner sur le côté droit tout comme à la pointe de l'attaque.

## Biographie
Ce joueur, formé dans le club de San Sebastián, est prêté deux fois en division inférieure (à Eibar dans un premier temps, puis à Getafe) afin d'obtenir du temps de jeu. De retour de prêt, il deviendra un titulaire inamovible du club basque. En 2008, alors que son contrat n'est pas renouvelé avec le club désormais en deuxième division, il décide de s'engager pour un club de même division en la matière du CD Castellón.